# Karen Alexander
Karen Aleksander (ur. 1961 w New Jersey) – amerykańska modelka.
Debiutowała w modelingu w 1979 roku. Pojawiała się na wybiegach u m.in. Chanel i Ralpha Laurena. Wzięła udział w kampaniach reklamowych marek: Caress, Chanel 'Allure' fragrance, Covergirl, De Beers, Gottex, Ralph Lauren, Tiffany & Co., Tommy Hilfiger i Victoria’s Secret. Wielokrotnie zdobiła okładki amerykańskich edycji: Glamour, Mademoiselle, Elle i Harper’s Bazaar.
W 1990 roku magazyn People umieścił Karen na liście pięćdziesięciu najpiękniejszych ludzi świata.
W 1994 roku jej zdjęcia znalazły się w kalendarzu firmy Pirelli.